# Mayantoc
Mayantoc ist eine philippinische Stadtgemeinde in der Provinz Tarlac. Sie hat 32.232 Einwohner (Zensus 1. August 2015).

## Baranggays
Mayantoc ist administrativ in 24 Baranggays unterteilt.
| - Ambalingit - Baybayaoas - Bigbiga - Binbinaca - Calabtangan - Caocaoayan - Carabaoan - Cubcub | - Gayonggayong - Gossood - Labney - Mamonit - Maniniog - Mapandan - Nambalan - Pedro L. Quines | - Pitombayog - Poblacion Norte - Poblacion Sur - Rotrottooc - San Bartolome - San Jose - Taldiapan - Tangcarang |